# Fuselaje sustentador
Un fuselaje sustentador o cuerpo sustentador es un tipo de aeronave con alas fijas en la cual el fuselaje o cuerpo principal de la aeronave produce la fuerza de sustentación. A diferencia de una ala volante, que es un ala con un fuselaje mínimo o inexistente, un fuselaje sustentador puede ser imaginado como un fuselaje que casi no posee alas. Mientras que en una ala volante se intenta maximizar la eficiencia de crucero a velocidades subsónicas mediante la eliminación de las superficies que no aportan a la sustentación, en los fuselajes de sustentación por lo general se minimiza la fuerza de arrastre y la estructura del ala para vuelos a velocidad subsónicas, supersónica, e hipersónica, o en la reentrada atmosférica de naves espaciales. Todos estos regímenes de vuelo significan desafíos para la estabilidad del vuelo.
Los cuerpos sustentadores fueron un área importante de investigación en las décadas de 1960 y 1970 con el propósito de construir naves espaciales pequeñas y livianas. Estados Unidos construyó varios cuerpos sustentadores con cohetes para probar el concepto, como también varios vehículos de reentrada impulsados por cohetes que fueron ensayados sobre el Océano Pacífico. El interés decayó cuando la Fuerza Aérea de los Estados Unidos en las misiones tripuladas, y los desarrollos de importancia finalizaron durante el proceso de diseño del Transbordador espacial cuando se hizo evidente que los fuselajes con formas aerodinámicas hacían difícil ubicar los tanques de combustible.

## Lista de cuerpos sustentadores del Dryden Flight Research Center (1963 a 1975)
- M2-F1
- M2-F2
- M2-F3
- HL-10
- X-24A
- X-24B

### Pilotos y vuelos de cuerpos sustentadores
| Piloto              | M2-F1 | M2-F2 | HL-10 | HL-10 mod | M2-F3 | X-24A | X-24B | Total |
| ------------------- | ----- | ----- | ----- | --------- | ----- | ----- | ----- | ----- |
| Milton O. Thompson  | 45    | 5     | -     | -         | -     | -     | -     | 50    |
| Bruce Peterson      | 17    | 3     | 1     | -         | -     | -     | -     | 21    |
| Chuck Yeager        | 5     | -     | -     | -         | -     | -     | -     | 5     |
| Donald L. Mallick   | 2     | -     | -     | -         | -     | -     | -     | 2     |
| James W. Wood       | *     | -     | -     | -         | -     | -     | -     | *     |
| Donald M. Sorlie    | 5     | 3     | -     | -         | -     | -     | -     | 8     |
| William H. Dana     | 1     | -     | -     | 9         | 19    | -     | 2     | 31    |
| Jerauld R. Gentry   | 2     | 5     | -     | 9         | 1     | 13    | -     | 30    |
| Fred Haise          | *     | -     | -     | -         | -     | -     | -     | *     |
| Joe Engle           | *     | -     | -     | -         | -     | -     | -     | *     |
| John A. Manke       | -     | -     | -     | 10        | 4     | 12    | 16    | 42    |
| Peter C. Hoag       | -     | -     | -     | 8         | -     | -     | -     | 8     |
| Cecil W. Powell     | -     | -     | -     | -         | 3     | 3     | -     | 6     |
| Michael V. Love     | -     | -     | -     | -         | -     | -     | 12    | 12    |
| Einar K. Enevoldson | -     | -     | -     | -         | -     | -     | 2     | 2     |
| Francis Scobee      | -     | -     | -     | -         | -     | -     | 2     | 2     |
| Thomas C. McMurtry  | -     | -     | -     | -         | -     | -     | 2     | 2     |
| TOTAL               | 77    | 16    | 1     | 36        | 27    | 28    | 36    | 221   |

* Wood, Haise y Engle cada uno de ellos realizaron un único vuelo sobre el terreno del M2-F1, arrastrados por un vehículo.